# 欧尔班·鲍拉日
欧尔班·鲍拉日（發音：[ˈorbaːn ˈbɒlaːʒ]，1986年2月13日—），生於布達佩斯，為匈牙利律師、大學教授及政治家。自2021年起，擔任匈牙利總理奧班·維克多的政治政策主任（與總理非親屬），並於2022年成為國會議員。

## 生平

### 教育背景
2004至2009年就读于布达佩斯罗兰·埃特沃斯大学（Eötvös Loránd University），主修法学与政治学，并于2009年进入该校博士院，2011年获得博士学位（absolutorium）。2012年，他又在彼得·帕兹马尼天主教大学获得公共管理法律监管方向的法学硕士学位。他精通英語和德語。

### 職業生涯
職業初期，奧班於2009年至2012年在司法部擔任法律顧問。畢業後，他於多所大學和學院教學，自2015年起在國立公共服務大學任助理教授。2012年，加入保守派智庫萨扎德韦格基金會，專注於監管專業，並於2018年升任基金會研究主任，負責公法和公共政策研究。期間，亦曾擔任該基金會董事會成員。

### 政治生涯
自2018年起，擔任總理辦公室副部長，并在2022年成為國會議員。2023年4月25日，他被任命為國際事務研究所智囊團的負責人，該智囊團旨在支援匈牙利外交政策的戰略決策。作為匈牙利總理的政治政策主任，他提供政治、社會、經濟及公共政策的諮詢。

## 著作
奧班是匈牙利政治和法律領域的活躍論者，常在各大報紙和周刊發表分析文章，尤其關注憲法。
- Orbán, Balázs. . Budapest: Mathias Corvinus Collegium–Tihanyi Alapítvány. 2020. ISBN 978-615-6221-01-8 （匈牙利语）.
- Orbán, Balázs; Szalai, Zoltán (编). . 由Rácz, Katalin翻译. Budapest: Mathias Corvinus Collegium–Tihanyi Alapítvány. 2019. ISBN 978-615-80718-6-4 （匈牙利语）.
- Mernyei, Ákos; Orbán, Balázs (编). . Budapest: MCC Press Kft. 2021. ISBN 978-615-6221-02-5 （匈牙利语）.
- Szalai, Zoltán; Orbán, Balázs (编). . VS Verlag für Sozialwissenschaften, Springer. 2021. ISBN 978-3658276157 （德语）.
- Orbán, Balázs. . Budapest: MCC Press Kft. 2021. ISBN 978-615-6351-13-5 （匈牙利语）.
- Orbán, Balázs. . 由Sneddon, Thomas翻译. Budapest: MCC Press. 27 October 2021. ISBN 978-6156351135 （美国英语）.

## 個人生活
歐爾班已婚，育有兩個孩子。